# Manuals d'interrogatori de l'exèrcit dels EUA i la CIA
Els manuals d'interrogatori de l'exèrcit dels EUA i la CIA són set manuals d'entrenament militar controvertits que van ser desclassificats pel Pentàgon el 1996. El 1997, dos manuals addicionals de la CIA van ser desclassificats en resposta a una sol·licitud de la Llei de llibertat d'informació (FOIA) presentada per The Baltimore Sun. Els manuals en qüestió han estat referits per diverses fonts de mitjans de comunicació com a "manuals de tortura".

## Manuals de l'exèrcit
Aquests manuals van ser preparats per l'exèrcit nord-americà i utilitzats entre 1987 i 1991 per als cursos de formació en intel·ligència a l'⁣Escola de l'Exèrcit dels Estats Units d'Amèrica (SOA). Part del material era similar als manuals antics de la CIA descrits a continuació. Els manuals també van ser distribuïts pels equips d'entrenament mòbil de les Forces Especials a personal militar i escoles d'intel·ligència a Colòmbia, Equador, El Salvador, Guatemala, Perú i Veneçuela.
El comunicat de premsa del Pentàgon que acompanyà el comunicat deia que una investigació dels manuals de 1991-1992 va concloure que "dues dotzenes de passatges curts en sis dels manuals, que totalitzen 1169 pàgines, contenien material que no era o es podia interpretar com a no coherent amb política dels EUA".
El Grup de Treball d'Amèrica Llatina ho va criticar: "L'objectiu no declarat dels manuals és entrenar els militars llatinoamericans per identificar i suprimir moviments antigovernamentals. Al llarg de centenars de pàgines dels manuals, hi ha poques mencions a la democràcia, els drets humans o l'estat de dret. En canvi, els manuals proporcionen tècniques detallades per infiltrar-se en moviments socials, interrogar sospitosos, vigilar, mantenir el secret militar, reclutar i retenir espies i controlar la població. Tot i que els fragments publicats pel Pentàgon són una selecció útil i no enganyosa dels passatges més flagrants, els que defensen més clarament la tortura, l'execució i el xantatge, no proporcionen una visió adequada del marc molt censurable dels manuals. En nom de la defensa de la democràcia, els manuals advoquen per mètodes profundament antidemocràtics".
Després d'aquesta investigació de 1992, el Departament de Defensa va suspendre l'ús dels manuals, i va dirigir la seva recuperació en la mesura del possible i va destruir les còpies sobre el terreny. El Comandament Sud dels EUA va informar els governs d'Amèrica Llatina que els manuals contenien passatges que no representaven la política del govern nord-americà, i va perseguir la recuperació dels manuals dels governs i d'alguns estudiants individuals. En particular, David Addington i Dick Cheney van conservar còpies personals dels manuals de formació.
Poc després, l'exèrcit dels EUA va publicar el manual d'interrogació d'intel·ligència FM 34-52, que es va utilitzar fins al setembre de 2006, quan va ser substituït per FM 2-22.3, Operacions de recollida d'intel·ligència humana.

## Manuals de la CIA
El primer manual, "KUBARK Counterintelligence Interrogation", datat del juliol de 1963, és la font de gran part del material del segon manual. KUBARK era un criptònim de l'⁣Agència Central d'Intel·ligència dels EUA per a la mateixa CIA. El criptònim KUBARK apareix al títol d'un document de la CIA de 1963 KUBARK Counterintelligence Interrogation que descriu tècniques d'⁣interrogatori, incloent-hi, entre altres coses, "interrogatori de contraintel·ligència coercitiu de fonts resistents". Aquest és el manual més antic, i descriu l'ús de tècniques abusives, com s'exemplifica amb dues referències a l'ús de descàrrega elèctrica, a més de l'ús d'amenaces i por, privació sensorial i aïllament.
El segon manual, "Manual de formació sobre l'explotació de recursos humans - 1983", es va utilitzar en almenys set cursos de formació dels EUA realitzats a països llatinoamericans, inclosa Hondures, entre 1982 i 1987. Segons un informe desclassificat de 1989 preparat per al comitè d'intel·ligència del Senat, el manual de 1983 es va desenvolupar a partir de notes d'un curs d'interrogatori de la CIA a Hondures.
Tots dos manuals tracten exclusivament l'interrogatori. Tots dos manuals tenen un capítol sencer dedicat a les "tècniques coercitives". Aquests manuals recomanen arrestar els sospitosos a primera hora del matí per sorpresa, embenar-los els ulls i despullar-los. Els sospitosos han de mantenir-se incomunicats i han de ser privats de qualsevol tipus de rutina normal en menjar i dormir. Les sales d'interrogatori han de ser sense finestres, insonoritzades, fosques i sense lavabos.
Els manuals aconsellen que les tècniques de tortura poden ser contraproduents i que l'amenaça del dolor és sovint més eficaç que el dolor mateix. Els manuals descriuen les tècniques coercitives que s'han d'utilitzar "per induir una regressió psicològica en el subjecte aportant una força exterior superior per influir en la seva voluntat de resistir". Aquestes tècniques inclouen limitació prolongada, esforç prolongat, extrems de calor, fred o humitat, privació d'aliments o de son, rutines alterades, confinament solitari, amenaces de dolor, privació d'estímuls sensorials, hipnosi i ús de drogues o placebos.
Entre 1984 i 1985, després que els comitès del Congrés van començar a qüestionar les tècniques d'entrenament que utilitzava la CIA a Amèrica Llatina, el manual de 1983 va passar per una revisió substancial. L'any 1985 es va inserir una pàgina que desaconsellava l'ús de tècniques coercitives al capdavant del Manual de formació sobre l'explotació de recursos humans. Els canvis escrits a mà també es van introduir a l'atzar al text. Per exemple, "Tot i que no posem èmfasi en l'ús de tècniques coercitives, sí que volem que en conegueu i la manera correcta d'usar-les", s'ha modificat a "Si bé deplorem l'ús de tècniques coercitives, sí que vull fer-te conscient d'elles per evitar-les". (pàg. A-2) Però, tot i això, el capítol sobre tècniques coercitives encara està inclòs amb alguns elements ratllats.
El mateix manual indica la importància de conèixer les lleis locals sobre la detenció, però després assenyala: "La detenció il·legal sempre requereix l'aprovació prèvia de l'HQS [seu]". (pàg. B-2)
Els dos manuals van ser completament desclassificats i llançats al públic el maig de 2004, i ara estan disponibles en línia.

### El manual de 1983 i el Batalló 3-16
L'any 1983, el Batalló 3-16 d'Hondures, entrenat als Estats Units, va utilitzar els mètodes del Manual d'entrenament sobre l'explotació de recursos humans - 1983.
El 24 de gener de 1997, KUBARK Counterintelligence Interrogation and Human Resource Exploitation Training Manual - 1983 va ser desclassificat en resposta a una sol·licitud FOIA presentada pel Baltimore Sun el 1994. El Baltimore Sun investigava sobre "segrests, tortures i assassinats" comesos per l'esquadró de la mort del batalló hondureny 3-16. Els documents es van publicar només després que el Baltimore Sun amenacés de demandar la CIA.
A la sèrie de quatre parts de l'11 al 18 de juny de 1995, The Baltimore Sun va imprimir fragments d'una entrevista amb Florencio Caballero, un antic membre del Batalló 3-16. Caballero va dir que els instructors de la CIA li van ensenyar a descobrir què estimaven els seus presoners i allò que odiaven: "Si a una persona no li agraden les paneroles, llavors aquesta persona podria ser més cooperativa si hi hagués paneroles corrent per l'habitació" Els mètodes ensenyats a El manual de 1983 i els utilitzats pel Batalló 3-16 a principis dels anys vuitanta mostren semblances inconfusibles. El 1983, Caballero va assistir a un "curs d'explotació de recursos humans o interrogatori" de la CIA, segons el testimoni desclassificat de Richard Stolz, que era el director adjunt d'operacions en aquell moment, davant el Comitè Selectiu d'Intel·ligència del Senat del juny de 1988. El manual aconsellava a un interrogador que "manipuli l'entorn del subjecte, per crear situacions desagradables o intolerables".
El manual suggereix que els presoners siguin privats de son i menjar, i que mantinguin posicions rígides, com ara estar en atenció durant llargs períodes. Ines Consuelo Murillo, que va passar 78 dies a les presons secretes del Batalló 3-16 el 1983, va dir que no li van donar menjar ni aigua durant dies, i que un dels seus captors entrava a la seva habitació cada 10 minuts i li abocava aigua al cap per evitar que dormís.
El "Manual de formació sobre l'explotació de recursos humans -- 1983" suggereix que els interrogadors mostrin cartes al presoner des de casa per donar-li la impressió que els seus familiars estan en perill o pateixen.
The Baltimore Sun va informar que l'antic membre del Batalló 3-16 Jose Barrera va dir que els instructors nord-americans li van ensenyar mètodes d'interrogatori el 1983: "El primer que diríem és que coneixem la teva mare, el teu germà petit. I millor que cooperi, perquè si no, els portarem i els violarem, els torturarem i els matarem."